# 卵叶新木姜子
卵叶新木姜子（学名：Neolitsea ovatifolia）为樟科新木姜子属下的一个变种。

## 扩展阅读
維基物種上的相關：卵叶新木姜子